# Condado de Rockbridge
El condado de Rockbridge (en inglés: Rockbridge County), fundado en 1814, es uno de 95 condados del estado estadounidense de Virginia. En el año 2000, el condado tenía una población de 20,808 habitantes y una densidad poblacional de 13 personas por km². La sede del condado es Lexington.

## Geografía
Según la Oficina del Censo, el condado tiene un área total de 1557 km² (601,2 mi²), de la cual 1554 km² (600 mi²) es tierra y 3 km² (1,2 mi²) (0.22%) es agua.

### Condados adyacentes
- Condado de Bath (noroeste)
- Condado de Augusta (noreste)
- Condado de Nelson (este)
- Condado de Amherst (sureste)
- Condado de Bedford (sur)
- Condado de Botetourt (suroeste)
- Condado de Alleghany (oeste)
- Lexington (centro, enclave)
- Buena Vista (este del enclave)

## Demografía
Según la Oficina del Censo en 2006, los ingresos medios por hogar en el condado eran de $26,834, y los ingresos medios por familia eran $31,491. Los hombres tenían unos ingresos medios de $26,950 frente a los $20,108 para las mujeres. La renta per cápita para el condado era de $14,863. Alrededor del 16.30% de la población estaban por debajo del umbral de pobreza.

## Localidades
- Glasgow
- Goshen
- Brownsburg (no incorporado)
- Raphine (no incorporado)
- Fairfield (no incorporado)
- Natural Bridge Station (no incorporado)